# Ландольт, Элиас (ботаник)
Элиас Ландольт (нем. Elias Landolt; 1926—2013) — швейцарский ботаник, профессор, директор Геоботанического института в Цюрихе.

## Биография
С 1945 по 1949 год учился в Швейцарской высшей технической школе Цюриха, в 1953 году защитил диссертацию.
С 1955 стал работать ассистентом в альма-матер (с 1964 — доцент, с 1967 — профессор), с 1966 до 1993 года — директор Геоботанического института.
Специалист по систематике семейства Рясковые, исследователь флоры Швейцарии, создатель варианта экологических шкал растений.

## Некоторые научные работы
- Hess H. E., Landolt E., Hirzel R. Flora der Schweiz und angrenzender Gebiete. Basel, 1967—1972. (Bd. 1—3). (2-е изд. — 1976—1980).
- Landolt E. Ökologische Zeigerwerte zur Schweizer Flora // Veröffentlichungen des Geobotanischen Institutes der Eidg. Techn. Hochschule, Stiftung Rübel, in Zürich. 1977. Bd. 64. 208 S.
- Landolt E. The Familiy of Lemnaceae — a monographic study. Bd. 1 // Veröffentlichungen des Geobotanischen Institutes der Eidg. Techn. Hochschule, Stiftung Rübel, in Zürich. 1986. Bd. 71. 566 S.
- Landolt E., Kandeler R. The Family of Lemnaceae — a monographic study. Bd. 2 // Veröffentlichungen des Geobotanischen Institutes der Eidg. Techn. Hochschule, Stiftung Rübel, in Zürich. 1987. Bd. 95. 638 S.
- Landolt E. Flora der Stadt Zürich. Basel, 2001. 1424 S.
- Landolt E. et al. Flora indicativa. Ökologische Zeigerwerte und biologische Kennzeichen zur Flora der Schweiz und der Alpen. Bern, 2010. 378 S.

## Растения, названные именем Э. Ландольта
- Landoltia Les & D.J.Crawford[4].
- Croton landoltii Ahumada[5]
- Lemna landoltii Halder & Venu[6]
- Rubus landoltii H.E.Weber[7]